# SVGAlib
SVGAlib – biblioteka niskopoziomowej grafiki stworzona przez Harma Hanemaayera na zasadach otwartego oprogramowania. Umożliwia ona programom na systemach Linux oraz FreeBSD na zmianę trybu wideo oraz na wyświetlanie grafiki w tekstowej konsoli w trybie pełnoekranowym. Niektóre znane programy jak zgv oraz gry, takie jak Quake lub Quake 2 wykorzystują właśnie tą bibliotekę.
Poniżej znajduje się przykładowy kod źródłowy wykorzystujący bibliotekę SVGAlib.
```
#include
 
<stdlib.h>

#include
 
<unistd.h>

#include
 
<vga.h>

int
 
main
(
void
)

{

   
int
 
color
 
=
 
4
;

   
int
 
x
 
=
 
10
;

   
int
 
y
 
=
 
10
;

   
unsigned
 
int
 
seconds
 
=
 
5
;

   
/* wykrywanie chipsetu i nadawanie uprawnień administratora */

   
if
 
(
vga_init
()
 
<
 
0
)

        
return
 
EXIT_FAILURE
;

   
vga_setmode
(
G320x200x256
);

   
vga_setcolor
(
color
);

   
vga_drawpixel
(
x
,
 
y
);

 

   
sleep
(
seconds
);

 

   
/* przywracanie trybu tekstowego i powrót do obsługi typowej tekstowej konsoli */

   
vga_setmode
(
TEXT
);

 

   
return
 
EXIT_SUCCESS
;

}

```